# Закалюкин, Владимир Михайлович
Владимир Михайлович Закалюкин (9 июля 1951, Москва — 30 декабря 2011, Москва) — российский и советский математик, доктор физико-математических наук, профессор.

## Биография
В. М. Закалюкин родился в Москве в семье научных работников, выпускников отделения механики механико-математического факультета МГУ. В 1968 году с серебряной медалью окончил московскую физико-математическую школу № 2 и поступил на отделение математики этого же факультета, где его научным руководителем стал профессор В. И. Арнольд.
В 1973 году В. М. Закалюкин с отличием окончил механико-математический факультет МГУ, а в 1977 году — аспирантуру этого факультета и защитил кандидатскую диссертацию «Особенности лагранжевых и лежандровых отображений», одновременно с этим работая преподавателем на кафедре теоретической механики в МАИ. В 1999 году в МИАН защитил докторскую диссертацию «Особенности отображений в симплектических и контактных пространствах».
В 2000 году стал профессором кафедры теории динамических систем механико-математического факультета МГУ, возглавляемой академиком Д. В. Аносовым, на которой до конца жизни работал в должности заместителя заведующего.
На протяжении ряда лет В. М. Закалюкин являлся членом редколлегий журналов «Функциональный анализ и его приложения» и «Journal of dynamical and control systems», а также членом Правления Московского математического общества.
Скоропостижно скончался 30 декабря 2011 года. Похоронен на Востряковском кладбище (116 уч.).

## Научная деятельность
В. М. Закалюкин — представитель математической школы В. И. Арнольда по теории особенностей и геометрической теории динамических систем. Основные труды относятся к теории особенностей (исследование особенностей лагранжевых и лежандровых отображений, перестроек каустик и волновых фронтов и др.) и геометрической теории управления.
Среди других его достижений — разработка классификации особенностей условного параметрического минимума при размерности параметра до четырёх (совместно с А. А. Давыдовым), исследования в области субримановой геометрии и связанных с ними вопросов анализа и математической теории управления (совместно с проф. Ж.-П. Готье), серия работ об особенностях множеств аффинных центров симметрии, что имеет отношение к компьютерному распознавании образов (совместно с проф. П. Гиблином), а также серия работ (совместно с проф.Дж. Брюсом и В. В. Горюновым)
по топологическому осмыслению простых матричных особенностей, которые увенчались их классификацией подгруппами групп Вейля.